# Kastell Stracathro

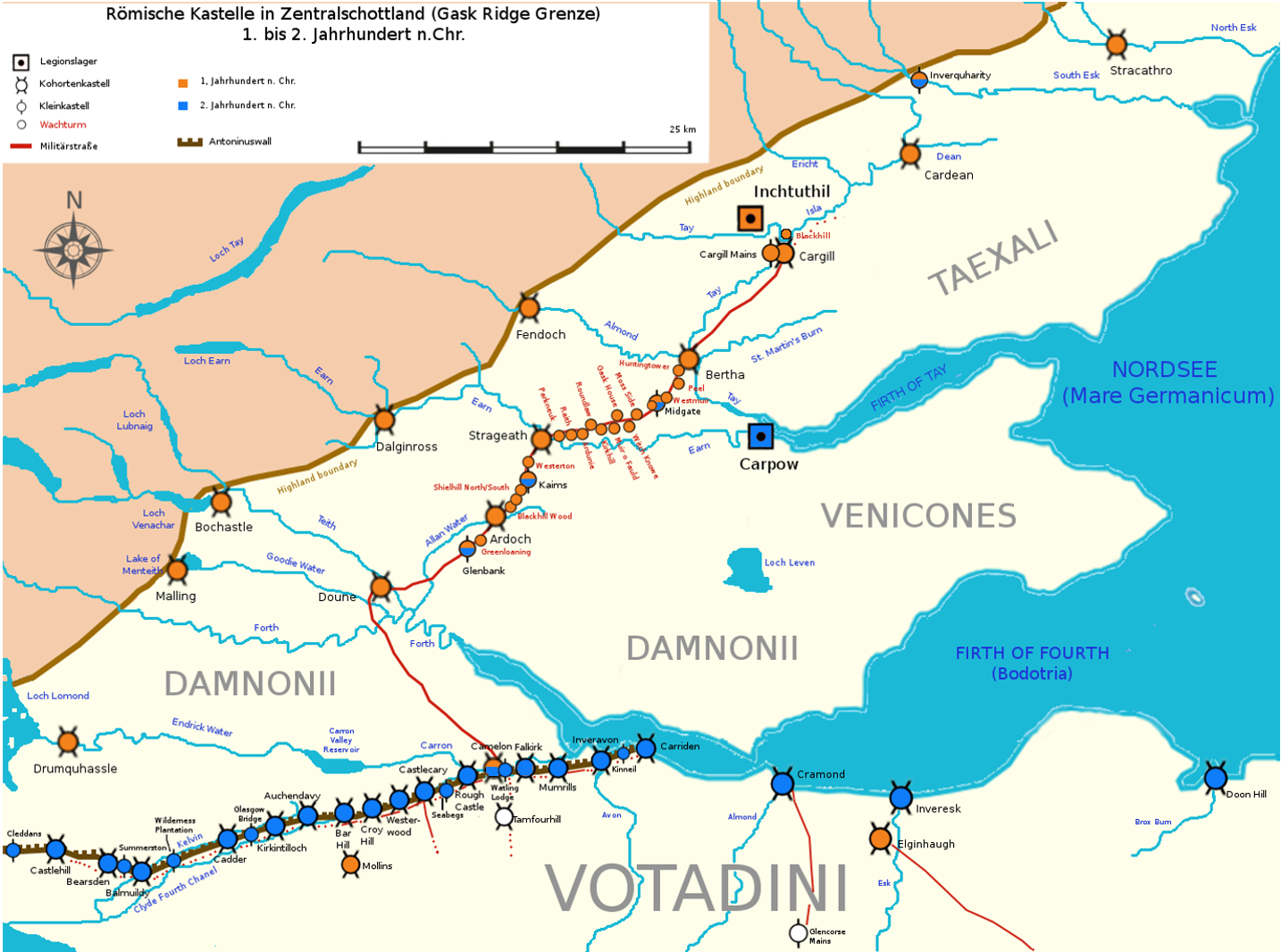
Kastell- und Wachturmkette der Gask Ridge sowie Verlauf der Militärstraße (85 n. Chr.)

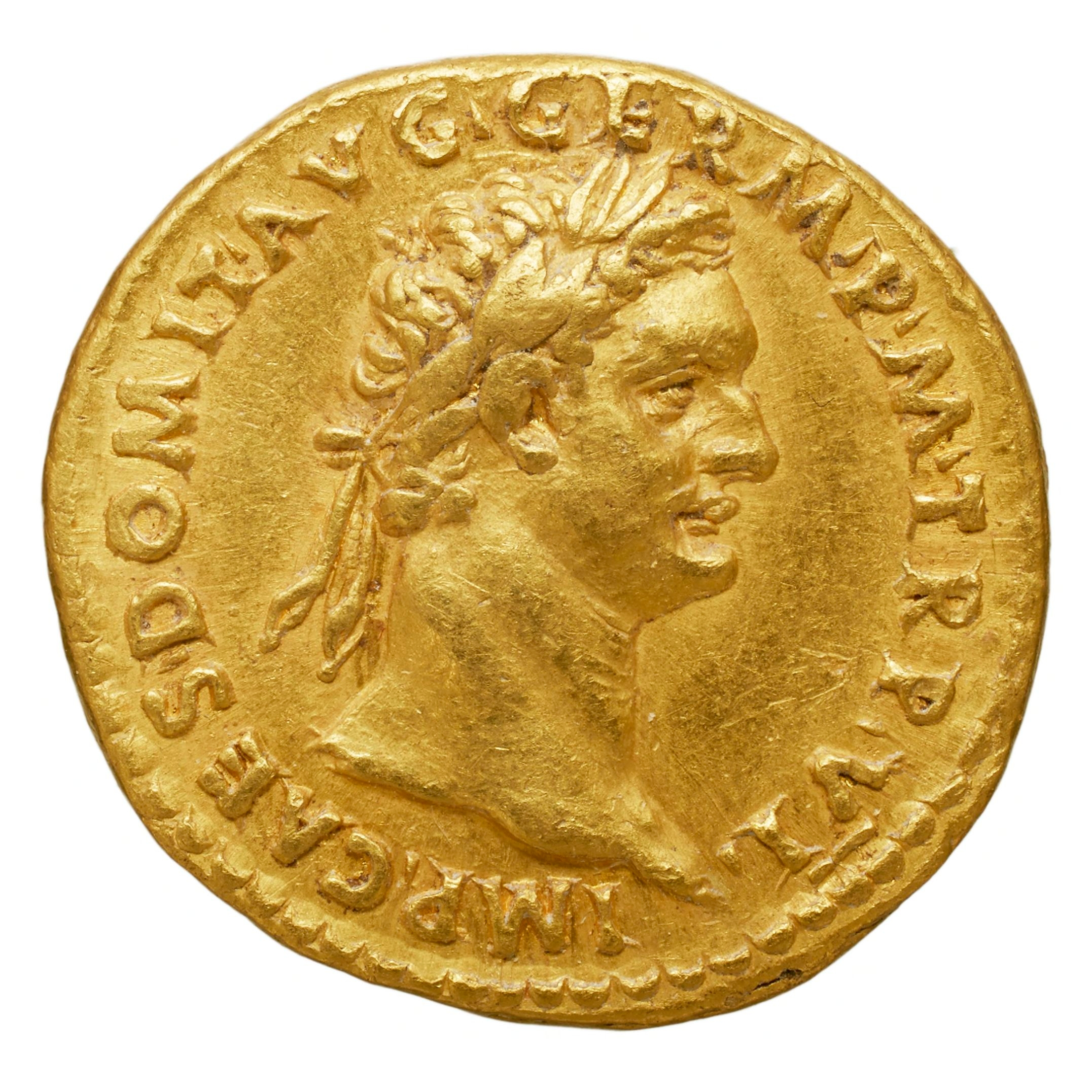
Münzportrait des Domitian

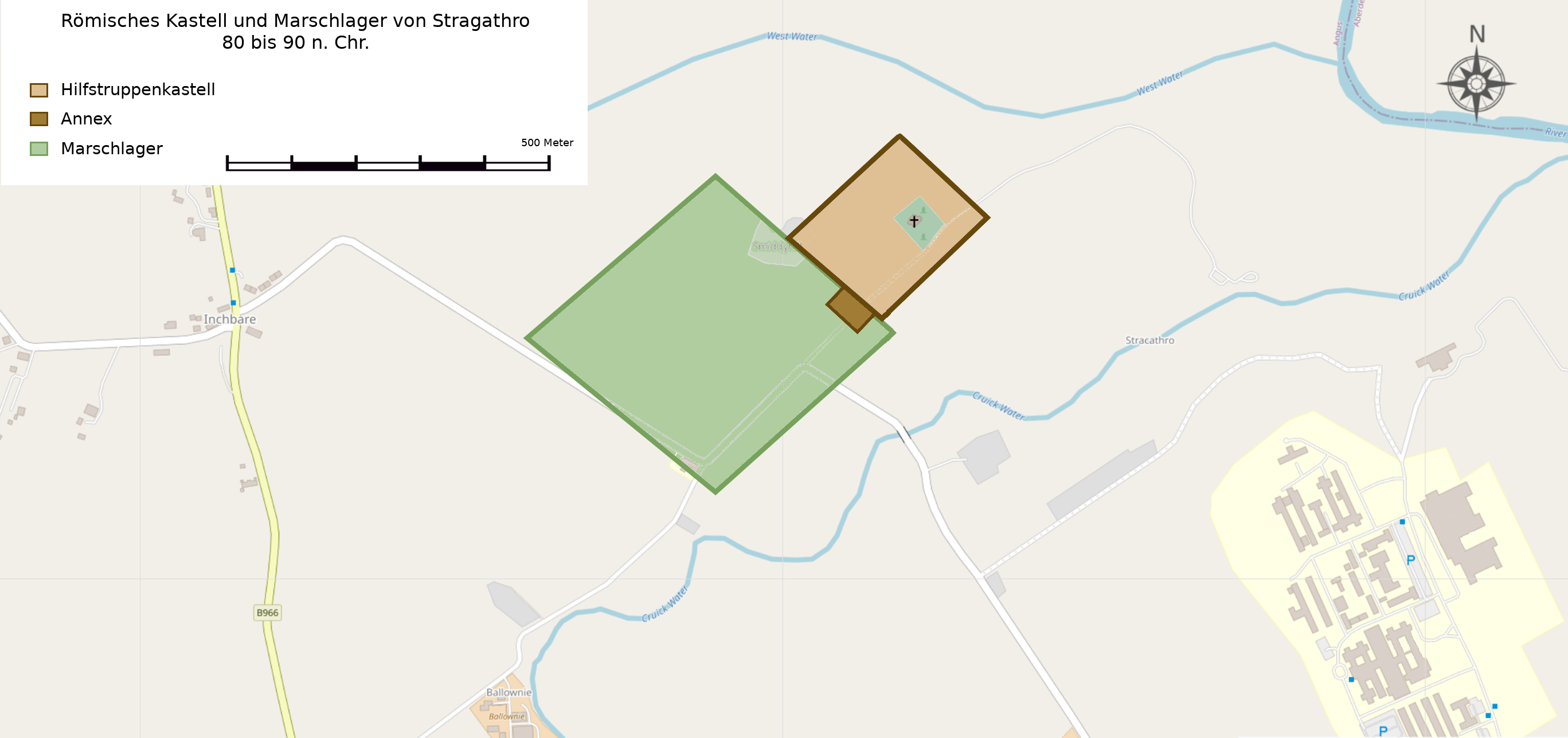
Lageskizze

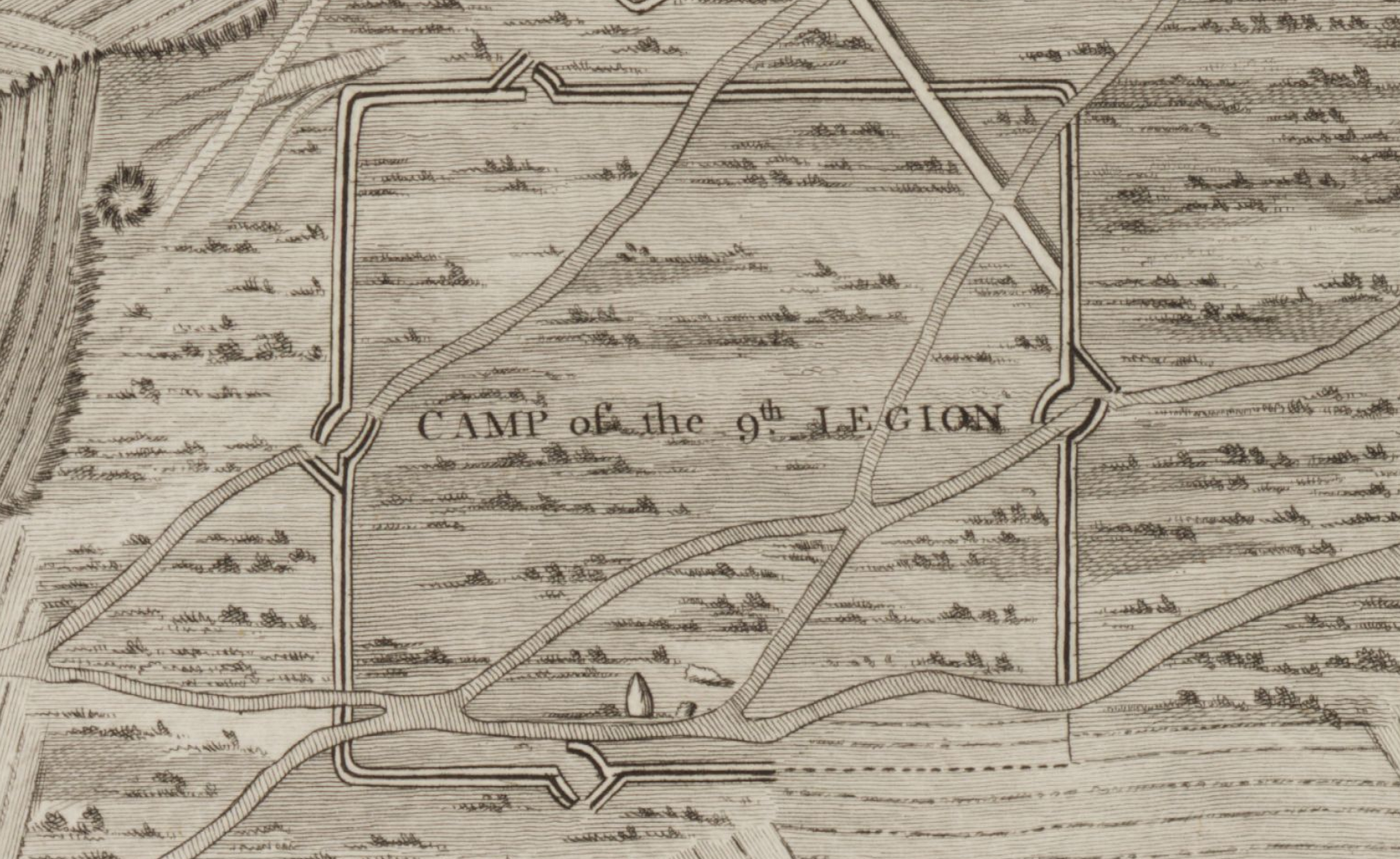
Planskizze des Lagers in Dalginross (William Roy 1793)

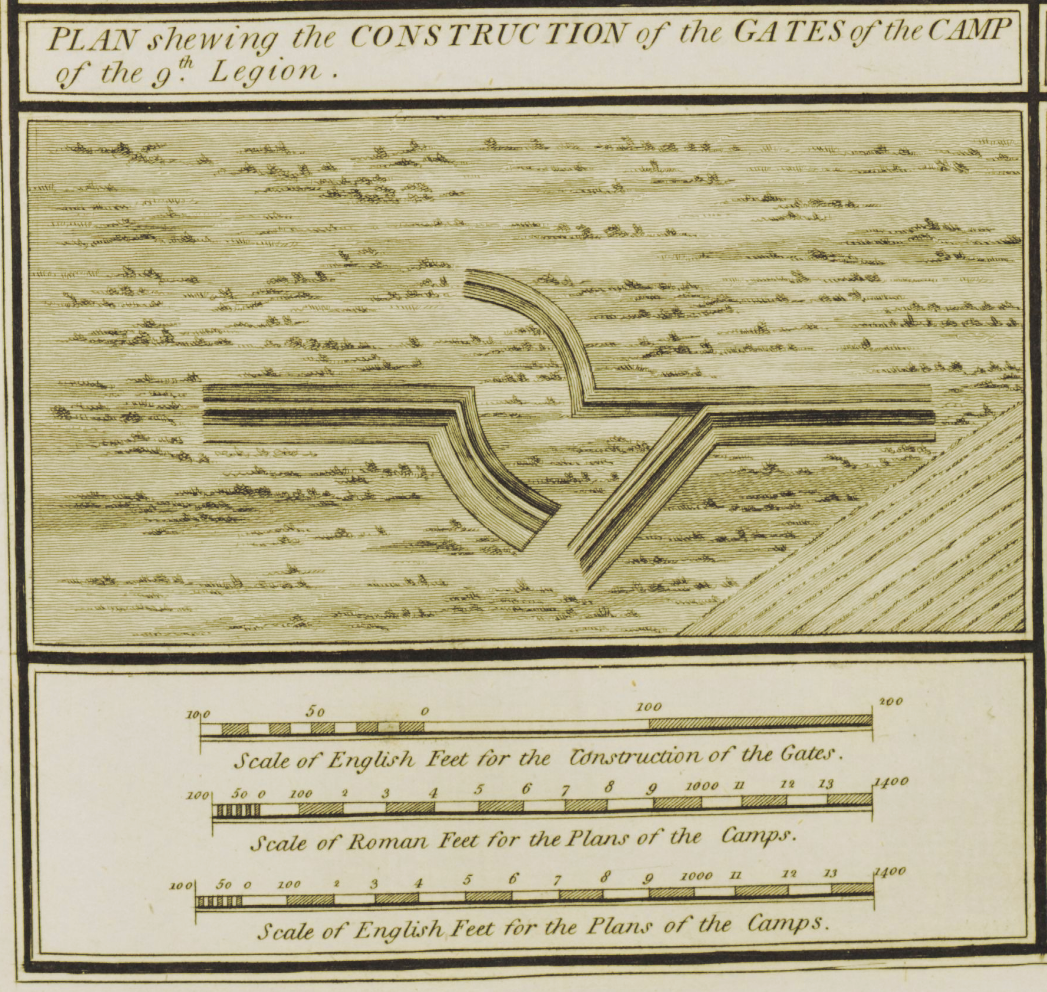
Clavicula Tore des Lagers in Dalginross (William Roy 1793)

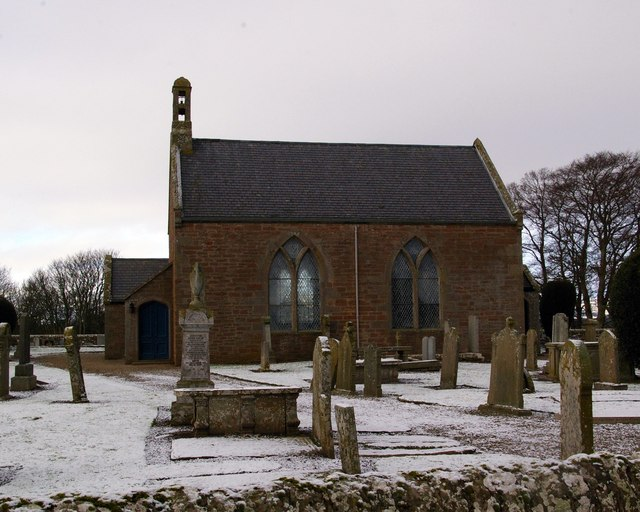
Friedhof und Pfarrkirche von Stracathro im Mearns-Valley

Kastell Stracathro (Strickathro(w)) war ein römisches Hilfstruppenkastell auf dem Gebiet des Parish Stracathro im schottischen Council Area Angus im Vereinigten Königreich. Die Anlage ist als Scheduled Monument geschützt.
Es gilt heute als das nördlichste gelegene römische Kastell, welches archäologisch untersucht wurde. Das Lager stammt aus dem späten 1. Jahrhundert n. Chr. und wurde Mitte des 20. Jahrhunderts auf Luftaufnahmen entdeckt. Über seine historische Entwicklung ist jedoch nur wenig bekannt. Das Lager von Stracathro zählte zu jenen Hilfstruppenkastellen, die die Flanken des Legionslager Inchtuthil decken sollten. Es war ein Glied in der zentralschottischen Kastell- und Wachturmkette (siehe auch Gask Ridge), die erste bekannte befestigte römische Grenzlinie, die sich im späten 1. Jahrhundert n. Chr. von Doune in Stirlingshire bis Stracathro in Angus erstreckte. Dieser Artikel behandelt das Hilfstruppenlager und das daran angrenzende römische Marschlager. Von beiden Lagerkomplexen ist heute oberirdisch so gut wie nichts mehr zu sehen. Die Hilfstruppenfestung überlappt zudem die nordwestliche Ecke des Marschlagers.

## Lage und Funktion
Das heutige Stracathro (früher: Strathcatherach , Stracathirach, Srath Catharach), eine Gemeinde im Nordosten des ehemaligen Forfarshire, liegt 4 km südöstlich von Edzell in Angus und nordöstlich von Brechin an der A90 und nahe der Grenze zum Aberdeenshire. Die Kirche von Stracathro wurde 1799 an derselben Stelle ihrer mittelalterlichen Vorgängerin errichtet, die zu dieser Zeit als völlig ruinös beschrieben wurde. Sie steht inmitten eines Friedhofs, der mindestens einmal nach Norden erweitert wurde und ist ansonsten von Ackerland umgeben. Die Befestigung liegt circa 800 m östlich des Weilers Inchbare, am Südufer des West Water, nahe dem Zusammenfluss von Cruick- und West Water mit dem North Esk, ca. 45 m Höhe über dem Flussniveau. Die Position des Kastells ermöglichte es den Römern den Zugang zu einigen Hochland-Pässen zu kontrollieren. Stracathro sicherte den Eingang zum Tal des North Esk, durch das die Nordroute über den Cairn-o’Mount-Pass und die Nordost-Südwest-Route durch Strathmore (schottisch-gälisch für großes Tal) lief. Eine größere Bedeutung hatte sicher auch die Furt über dem North Esk knapp am Zusammenfluss mit dem West Water. Hier verlief die Militärstraße der Gask-Ridge-Verteidigungslinie, die möglicherweise unter Septimius Severus im 3. Jahrhundert noch einmal instand gesetzt wurde. Diese Furt ist heute unter den Namen „King’s Ford“ bekannt, wahrscheinlich der Punkt, an dem der alte „Kingsway“ den Fluss überquerte. Er blieb bis zum Bau der Northwater Bridge im 15. Jahrhundert die Hauptverkehrsstraße in dieser Region.

## Forschungsgeschichte
Erstmals berichtet der schottische Antiquar Alexander Gordon (ca. 1692–1755) im ``Itinerarium Septentrionale``, seinem Reisebericht vom September 1726, von diesem Kastell, Luftaufnahmen wurden von dem britischen Archäologen Kenneth St Joseph (1912–1994) 1951 angefertigt. Die ersten Ausgrabungen wurden von dem Provinzialrömischen Archäologen Sheppard Frere (1916–2015) zwischen 1973 und 1981 und von John J. Wilkes von 1982 bis 1986 vorgenommen. Die Archäologin Lynn Pitts fertigte die Befundpläne an. Die Spuren der römischen Festung wurden 1957 während einer Luftaufklärung durch die Cambridge University Collection of Air Photos (CUCAP) entdeckt. Unmittelbar daneben befand sich ein temporäres Marschlager. Seine Lokalisierung geschah im Zusammenhang mit der Entdeckung des Legionslagers in Inchtuthil. Solche Legionsfestungen wurden immer auch von Hilfstruppenlagern flankiert. Im gleichen Jahr wurde ein Abschnitt des äußeren Grabens an der Südost-Seite des Kastells ausgegraben. Daran anschließende Untersuchungen durch die CUCAP, The Royal Commission on the Ancient and Historical Monuments of Scotland (RCAHMS) und die Aisling Collins Archaeology Services (ACAS) ergaben, dass das Kastell im Nordwesten und Südwesten durch zwei Gräben und im Südosten anscheinend durch drei Gräben gesichert war. 1969 entdeckte man die Überreste eines – mutmaßlichen – Kasernenblocks. Funde aus den Ausgrabungen umfassen Keramik und eine Bronzemünze („As“) aus dem Jahr 86, von derselben Prägung, wie sie auch in Inchtuthil gefunden wurden. Ein weiteres datierbares Fundmaterial, ein Mortaria-Gefäßrand (Samian Ware) aus dem 2. Jahrhundert, wurde 1970 im Inneren der Festung geborgen.
Die archäologischen Arbeiten der jüngsten Zeit in Stracathro waren Teil des Roman-Gask-Projekts, Forschungen, die von Mitarbeitern der School of Archaeology, Classics & Egyptology University of Liverpool (Leitung: David Woolliscroft und Birgitta Hoffmann) durchgeführt werden. Während des Austauschs von zwei Strommasten wurden zwischen 2008 und 2009 diverse Bodenbeobachtungen durchgeführt, bei denen aber keine antiken Funde oder andere Merkmale von archäologischer Bedeutung festgestellt wurden. Anfang 2009 wurde auf dem Gelände des Marschlagers eine neue Stromleitung für die Smiddyhill Farm verlegt. Der dazugehörige Graben wurde bis zu einer Tiefe von 7 m ausgehoben, aber es wurden dort keine antiken Funde oder Baumerkmale beobachtet. 2012 wurden im Rahmen des Roman-Gask-Projekts Untersuchungen mittels Bodenradar durchgeführt, die das gesamte Areal der römischen Festung (mit Ausnahme des Kirchhofs) sowie den Annex und einen Teil des provisorischen Lagers im Westen einschlossen. Der Verlauf der Erdwälle konnte dabei wieder zum größten Teil nachverfolgt werden, auch die Tore waren deutlich auszumachen. Man konnte u. a. sehr deutlich die Pfostenlöcher von Gebäuden erkennen. Auch der angebliche Annex zeigte sich wieder klar erkennbar auf den Aufnahmen, aber es gab einige Anzeichen dafür, dass sein einzelner Graben die des Kastells kreuzen könnte, was wiederum darauf hindeutet, dass diese nicht zeitgleich entstanden sein können. Bei den Untersuchungen sowohl innerhalb als auch außerhalb des Kastells wurde zusätzlich eine Reihe von ringförmigen Strukturen festgestellt, die wahrscheinlich von eisenzeitlichen Rundhäusern stammen.

## Entwicklung
Bei den Ausgrabungen wurden mindestens zwei Bauphasen des ersten Jahrhunderts erkannt. Es ist möglich, dass die erste Bauphase in die Zeit während der dritten Feldzugsaison des britischen Statthalters Gnaeus Iulius Agricola, im Sommer des Jahres 80, fällt. Als um 85 die Glen-Blocker-Kastelle errichtet wurden, wurde das Lager von Stracathro vorübergehend aufgegeben, später aber wieder repariert und erneut besetzt. Dies geschah, als die Glen Blocker nach nur kurzer Besatzungszeit wieder verlassen worden waren, insbesondere im Zusammenhang mit dem Rückzug der Legio XX Valeria Victrix aus ihrer noch unvollendeten Festung in Inchtuthil. Die zweite Bauphase in Stracathro wird der Ära der sogenannten Gask-Ridge-Linie zugeordnet, einem Limes, der sich zwischen 86 und 87 etablierte und das Kastell ein Teil seines nördlichen Sektors gewesen sein könnte. Eine dort aufgefundene Bronzemünze des Domitian (81–96), im noch prägefrischen Zustand, belegt die Besetzung für diese Zeitspanne oder kurz danach, da solche Münzen meist nach nur kurzer Umlaufzeit schon stark abgenutzt waren. Das Kastell wurde wohl um 90 wieder aufgegeben, als auch alle anderen römischen Militärlager nördlich der Linie Firth of Forth - Clyde verlassen wurden. Es ist aber möglich, dass dort während der antoninischen Herrschaftsperiode noch einmal für kurze Zeit Hilfstruppenabteilungen untergebracht waren. Die Ausführung der Verteidigungsanlagen dieser Festung lassen jedenfalls auf eine Besetzung über einen längeren Zeitraum schließen.

## Kastell
Das nordöstliche Areal des Hilfstruppenkastells ist teilweise durch die Stracathro Parish Church, den dazugehörigen Friedhof und eine Nebenstraße überbaut. Die Ostseite wurde aufgrund von zu dichtem Baumbestand, Erosion und – nur sehr schlecht – erkennbarer Bewuchsmerkmale nicht archäologisch erfasst. Die Nordostecke und ein Teil des Nordwalls wurden im Laufe der Jahrhunderte durch den West Water abgeschwemmt.
Das Lager zählte zu den frühesten Festungen in Britannien und wurde durch Wälle aus Rasenziegeln und Holz geschützt. Es verfügte sicher auch über die für frühkaiserzeitliche Lager standardmäßigen Gebäude (Kommandantur, ein oder zwei Lagerhäuser, Badehaus, Mannschaftskasernen und Werkstätten), die wohl noch zur Gänze aus Holz gefertigt waren. Festungen dieser Art wurden in der ersten Eroberungsphase (1. Jahrhundert n. Chr.) auf der ganzen Insel – von der Südküste bis zum Moray Firth – errichtet. Die Abmessungen des Areals (innerhalb der Wälle) werden auf 183 m (von NO nach SW) × 145 m (von NW nach SO) geschätzt, das Lager nahm somit eine Fläche von etwa 2,6 ha ein. Das Kastell wurde auf der NW- und SW-Seite durch zwei Gräben und auf der SO-Seite durch drei Gräben gesichert. Der dritte Graben, den man auf den ersten Luftaufnahmen zu erkennen glaubte, scheint in Wirklichkeit aber der SO-Erdwall zu sein. St. Joseph schnitt den äußeren Graben an der Südostseite an, wobei sein V-förmiges Profil und seine Abmessungen (Breite von 4,27 m und 2,13 m Tiefe) festgestellt werden konnten. Man folgerte daraus, dass das Tor an der SO-Seite (Porta Principalis dextra), das ihre Länge in einem Verhältnis von zwei zu drei teilt, als Haupttor diente und die Festung somit nach Nordosten ausgerichtet war. Im Jahr 1969 unternahm Anne Robertson vor einer geplanten Erweiterung des Friedhofes um die Pfarrkirche eine Rettungsgrabung. Sie entdeckte die Fundamentgräben eines langen, schmalen Gebäudes, das von Norden nach Süden verlief. Es war mindestens 27,4 m lang und in mehrere quadratische Kammern von circa 3 × 3 m unterteilt. Die Ausgräber interpretierten es als Kasernenblock (Contubernium). Diese Kaserne verfügte möglicherweise auch über eine Veranda an ihrer Längsachse.
An der südlichen Hälfte der SW-Front stieß man auf die Reste einer weiteren Umfriedung. Sie hatte ein nach Südosten ausgerichtetes Tor, eine Tiefe von 60,9 m und befand sich an der südlichen Hälfte der Südostfront. Es scheint eine Art Annex gewesen zu sein, der zusätzlich von einem einzigen breiten Graben gesichert war. Sein Areal liegt fast zur Gänze innerhalb des Marschlagers.

## Marschlager
Das Marschlager befindet sich südwestlich des Hilfstruppenkastells und bedeckt eine Fläche von circa 15,9 ha. Sein leicht nach Nordwesten verzogener, rechteckiger Grundriss misst circa 425 m (NW-SO) × 375 m (NO-SW). Die Nähe zum flavianischen Hilfstruppenlager deutet darauf hin, dass es ebenfalls im Zuge der Kampagnen des Agricola, zwischen 78 und 84, angelegt wurde. Als Annäherungshindernis wurden zu dieser Zeit für gewöhnlich nach außen gekrümmte Wälle (Clavicula) vor den Zugängen aufgeworfen. Die vier Clavicula-Tore entsprechen dem Typus in Dalginross, dem das Lager in Stracathro sehr ähnelt. Solche Tore waren außerhalb Schottlands nur selten zu finden. Sie waren aber wahrscheinlich weniger kompliziert ausgeführt als in der Form, die William Roy für das Kastell Dalginross, Perthshire, im 18. Jahrhundert aufgezeichnet hat. Die Durchgänge in Stracathro wurde vermutlich an beiden Seiten von einer Clavicula flankiert, was einen Angriff auf das Tor noch mehr erschweren sollte. St. Joseph grub das Nordwesttor aus, er stieß dabei auch auf Spuren einer inneren Clavicula, die zusätzlichen Schutz bieten sollte (siehe Zwinger). Der umlaufende Graben wird als sehr flach, V-förmig (circa 2,4 m breit und 1 m tief) und mit quadratischem Reinigungsgräbchen (sog. Knöchelbrecher) an der Basis beschrieben. Es fanden sich zudem zahlreiche Bewuchsmerkmale für Vertiefungen innerhalb des Lagers, die ursprünglich wohl die Standorte von Öfen, Latrinen- und Müllgruben waren. Ein Hinweis darauf, dass das Lager wohl für einen längeren Zeitraum belegt war. Es gibt auch Spuren von mindestens einem Ringgraben innerhalb seines Areals.

## Weiterführende Literatur
- William Roy: The military antiquities of the Romans in Britain. London 1793. Tafel XI.
- David Breeze: Agricola the builder, Scot Archaeol Forum, vol. 12, 1980. S. 16–17
- William Hanson/Gordon Maxwell: Rome’s north west frontier: The Antonine Wall. Edinburgh, 1983. S. 20, 41–43 und 65.
- B. Hartley:  The Roman occupations of Scotland: the evidence of samian ware, Britannia, vol. 3, 1972. S. 4.
- R.H. Jones: Lager mit claviculae in Britannia, in W. Hanson,  The Army and Frontiers of Rome. Papers offered to David Breeze on the occasion of his 65th birthday and his retirement from Historic Scotland, Typescript. Journal of Roman Archaeology Supplementary Series 74. 2009.
- R.H. Jones: Roman Camps in Scotland. Edinburgh 2011, S. 305.
- Gordon Maxwell: Agricola’s campaigns: the evidence of the temporary camps, Scot Archaeol Forum, vol. 12, 1980, S. 31, 34–37, und 41 Tafel 3.
- J. Murray: Smiddyhill and Stracathro Church, Brechin, Angus (Stracathro parish), watching brief, Discovery Excav Scot, New, vol. 10, 2009. Cathedral Communications Limited, Wiltshire, England. S. 33.
- Anne Robertson: Agricola’s campaigns in Scotland, and their aftermath, Scot Archaeol Forum, vol. 7, 1975. S. 4.
- Anne Robertson: Excavations at Cardean and Stracathro, Angus, Studien zu den Militärgrenzen Roms II, Köln: Rheinland-Verlag 1977, S. 65–74.
- John Kenneth St Joseph: Air reconnaissance in Britain, 1951–1955, J Roman Stud, vol. 45, 1955. S. 87.
- John Kenneth St Joseph: Air reconnaissance in Britain, 1965–1968, J Roman Stud, vol. 59, 1969. S. 113–114 und 118.
- John Kenneth St Joseph: The camp at Durno, Aberdeenshire, and the site of Mons Graupius, Britannia, vol. 9, 1978. S. 279.
- John Kenneth St Joseph: Air reconnaissance of Roman Scotland, 1939–1975, Glasgow Archaeol J, vol. 4, 1976. S. 7 und 26.
- John Kenneth St Joseph: Stracathro, Discovery Excav Scot, 1955. S. 5.
- D. Wilson: Roman Britain in 1969. I. Sites explored, Britannia, vol. 1, 1970. S. 273.
- D. Wilson: Air-reconnaissance and Roman military antiquities in Britain, Scot Archaeol Forum, vol. 7, 1975. S. 24.

- Karte mit allen Koordinaten:
- OSM |
- WikiMap